# GPMI
General Purpose Media Interface (GPMI) es un estándar de interfaz digital desarrollado en China en 2025 por la Shenzhen 8K UHD Video Industry Cooperation Alliance (SUCA), una coalición de más de 50 empresas tecnológicas, incluyendo Huawei, Skyworth y TCL. GPMI está diseñado para transmitir datos de video sin comprimir y audio digital (comprimido o sin comprimir) desde un dispositivo fuente, como un controlador de pantalla, a un monitor de computadora, proyector de video, televisión digital o sistema de audio digital.

## Historia
En un contexto de creciente adopción de contenidos 8K (7.680×4.320 píxeles) y la necesidad de simplificar las conexiones audiovisuales, la Shenzhen 8K UHD Video Industry Cooperation Alliance (alianza de más de 50 empresas chinas) anunció en abril de 2025 la interfaz de video GPMI (General Purpose Media Interface). Este nuevo estándar fue concebido para transportar grandes volúmenes de datos (hasta 192 Gbps) y alta potencia (hasta 480 W) mediante un solo cable, integrando señal de vídeo, audio, datos de red, control remoto (como HDMI-CEC) y alimentación eléctrica. Dado que un contenido 8K tiene cuatro veces más píxeles que el 4K, el GPMI busca soportar ese ancho de banda adicional y reducir el número de cables en dispositivos. Según analistas, este desarrollo responde también a una estrategia china de autonomía tecnológica (menor dependencia de estándares occidentales como HDMI o DisplayPort) al contar con una solución «doméstica» para la próxima generación de pantallas.

## Entidades involucradas
El GPMI fue desarrollado colectivamente por la mencionada alianza de Shenzhen, integrada por más de 50 empresas chinas. En ella participan grandes fabricantes y proveedores de electrónica y pantallas, tales como Huawei, Hisense, TCL, Skyworth, Hisilicon (filial de Huawei), China Mobile, Sharp, Unilumin, Leyard, Hikvision, entre otros. Además, la variante tipo-C de GPMI ha sido autorizada por la USB Implementers Forum, lo que garantiza su compatibilidad con el ecosistema USB-C existente. Este respaldo institucional favorece que GPMI Tipo-C pueda coexistir con puertos USB-C actuales, mientras el conector propietario Tipo-B es exclusivo de este estándar.

## Características
GPMI se presenta como una alternativa a estándares existentes como HDMI, DisplayPort y Thunderbolt, ofreciendo capacidades superiores en varios aspectos:
- Transmisión de datos: Soporta tasas de transferencia de hasta 192 Gbps, permitiendo la transmisión de contenido de video de ultra alta definición, soportando 8K a 120 FPS.[6]

- Entrega de energía: Puede suministrar hasta 480 W de potencia, suficiente para alimentar dispositivos de alto consumo energético.[6]

- Conectividad unificada: Combina múltiples tipos de señales-incluyendo flujo de información, señales de control, suministro de energía y audio/video-en un solo cable, simplificando la conectividad. [6]

- Canal de interacción lateral: Utiliza un canal de interacción lateral para reducir los tiempos de activación de dispositivos a una cuarta parte en comparación con tecnologías similares.

- Transmisión bidireccional y en red: Permite la transmisión de video multicanal bidireccional y la creación de redes en malla.

## Tipos de conectores
GPMI contiene dos variantes:
- GPMI tipo-B: Utiliza un conector propietario, soporta hasta 192 Gbps de ancho de banda y entrega hasta 480 W de potencia.

- GPMI tipo-C: Compatible con el conector USB-C, ofrece hasta 96 Gbps de ancho de banda y entrega hasta 240 W de potencia, alineándose con el estándar Extended Power Range (EPR).

## Seguridad
GPMI incorpora el protocolo de protección de contenido ADCP, basado en algoritmos criptográficos nacionales de China, incluyendo SM3 y SM4. Este protocolo proporciona cifrado a nivel de fotograma y permite una comunicación segura entre múltiples nodos en la misma cadena de conexión.

## Aplicaciones y perspectivas
Aunque aún no se ha integrado en productos comerciales, GPMI está diseñado para simplificar la configuración de sistemas de entretenimiento y transmisión de alta gama. Su capacidad para combinar transmisión de datos y suministro de energía en un solo cable lo hace adecuado para una amplia gama de aplicaciones, desde electrónica de consumo hasta sectores automotrices e industriales.